# Marek Wierzbicki (analityk)
Marek Wierzbicki (ur. 19 lutego 1965 w Łodzi) – polski analityk o specjalności informatyka, logistyka i inwestycje giełdowe.
Współtwórca programu komputerowego Kapitał do analiz giełdowych, dyrektor informatyki w spółkach giełdowych lub ich spółkach córkach: Azymut (spółka córka PWN), LSI Software, Redan.
Był członkiem PTI. Od 2010 roku współwłaściciel i członek zarządu firmy BinCode, dodatkowo od 2018 roku współwłaściciel znaku towarowego AlgotiQ.

## Publikacje
Autor dwóch książek na temat programowania obiektowego, oraz książki na temat bezpiecznych inwestycji giełdowych. Autor wielu artykułów popularyzujących informatykę (PCkurier, Enter, Computerworld), inwestycje giełdowe (Parkiet, Gra na giełdzie) czy procesy logistyczne (Nowoczesny magazyn).